# Morphodexia nigra
Morphodexia nigra là một loài ruồi trong họ Tachinidae.